# 21962 Scottsandford
21962 Scottsandford este un asteroid din centura principală de asteroizi.

## Descriere
21962 Scottsandford este un asteroid din centura principală de asteroizi. A fost descoperit pe 9 noiembrie 1999 la Stația Anderson Mesa în cadrul programului LONEOS. Asteroidul prezintă o orbită caracterizată de o semiaxă mare de 2,79 ua, o excentricitate de 0,17 și o înclinație de 9,9° în raport cu ecliptica.